# Operación Nimrod
Operation Nimrod fue la designación dada a la operación para liberar a los 26 rehenes secuestrados en la embajada iraní en Londres en 1980. El secuestro terminó el 5 de mayo de 1980, en su sexto día, cuando a las 19:23 horas, miembros del Special Air Service (SAS), fuerzas especiales británicas, tomaron por asalto el edificio. El asalto del SAS duró apenas 15 minutos. El único secuestrador superviviente, Fowzi Nejad, fue sentenciado a cadena perpetua.
El asalto fue transmitido en directo, desde el exterior, por la BBC, ya que una de las revindicaciones de los secuestradores era que hubiera cobertura televisiva del asedio.

## Secuestro
Un poco antes de las 11:30 horas de la mañana del 30 de abril de 1980 un grupo de seis hombres fuertemente armados, y que luego se autodenominaron «mártires», opositores al régimen islámico instaurado por el ayatolá Jomeini, irrumpió por la puerta principal de la embajada iraní, en el número 16 de Princes Gate. En el interior del inmueble se encontraban diecinueve iraníes y siete hombres no iraníes, entre ellos cuatro británicos, dos de ellos periodistas de la BBC, y el policía Trevor Lock, del Diplomatic Protection Squad, el servicio de vigilancia de las embajadas. Los secuestradores exigían la liberación de 91 prisioneros encarcelados en Irán.
Uno de los rehenes, el periodista de la BBC, Chris Cramer, fue liberado el segundo día «por consideraciones humanitarias».

## Preparativos
Desde el cuartel general del SAS en Hereford, sesenta miembros del 22 Special Air Services Regiment 56 salieron hacia el cuartel del SAS en el Regent’s Park, Kensington, Londres, desde donde, a las 03:30 del día 1 de mayo, el segundo día del secuestro, veinticuatro miembros del Red Team, bajo el mando del capitán John McAleese, entraron en el inmueble colindante a la embajada, el número 14.

## Asalto

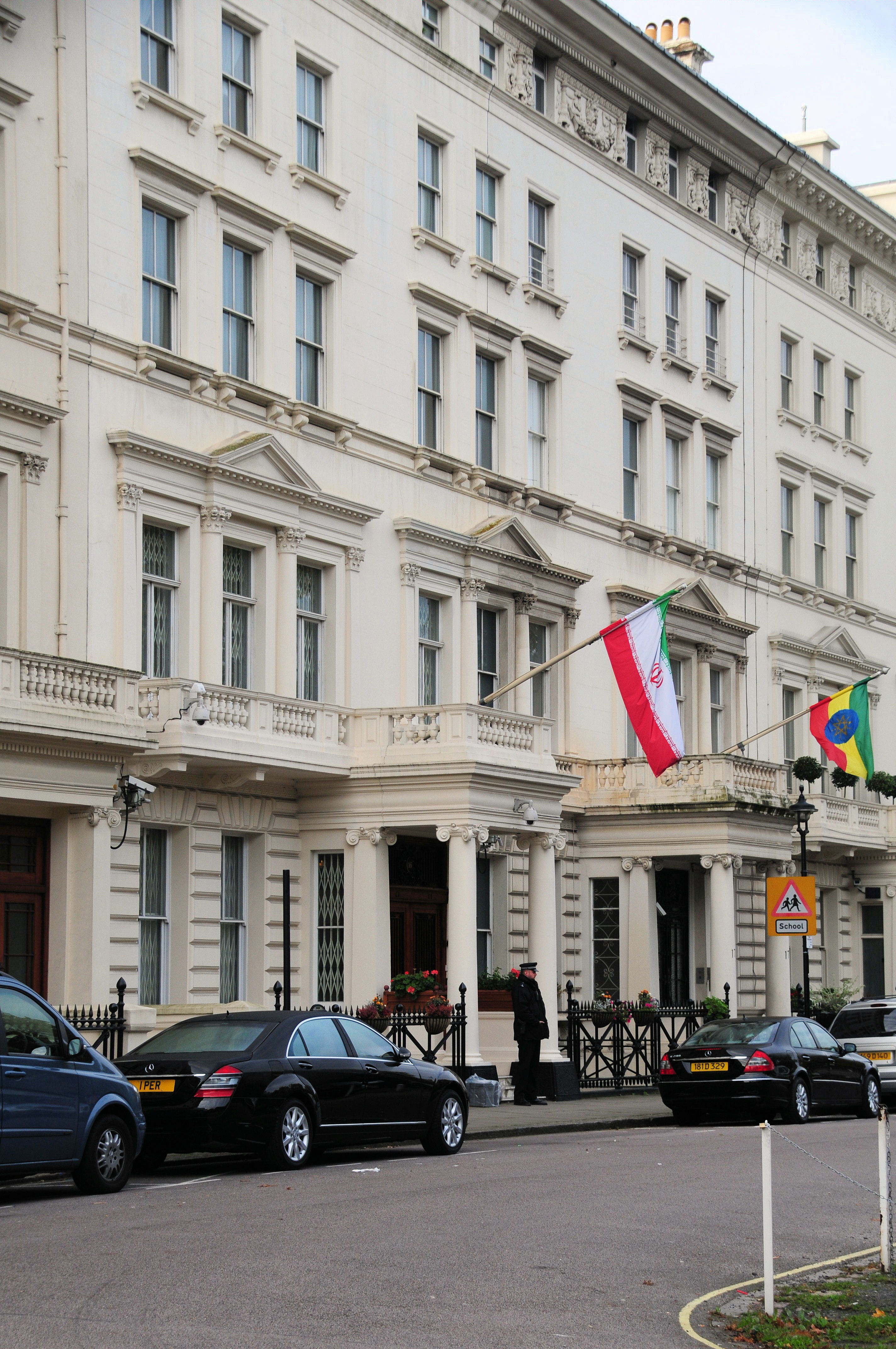
Vista de la embajada hacia 2008.

Tras la ejecución del agregado de prensa de la embajada, Abbas Lavasani, el ministro del interior británico, William Whitelaw, al mando de COBRA, el gabinete de crisis, ordenó el asalto.
Aunque el Gobierno iraní aprobó el asalto, y su presidente Abolhassan Banisadr anunciaba que «No nos rendimos, fuimos victoriosos», las relaciones entre Londres y Teherán tardaron unos trece años en restablecerse debido a la negativa del Reino Unido de pagar los 790 000 libras (1,85 millones de dólares) de reparaciones necesarias en la embajada. Finalmente, se acordó que el Gobierno británico sufragaría las reparaciones a la embajada iraní y el Gobierno iraní las de los daños causados a la embajada británica durante la Revolución iraní del año anterior.